# Erebia aspera
Erebia aspera är en fjärilsart som beskrevs av Marten 1948. Erebia aspera ingår i släktet Erebia och familjen praktfjärilar. Inga underarter finns listade i Catalogue of Life.